# HZ University of Applied Sciences

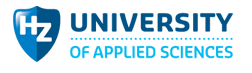
Het logo van HZ University of Applied Sciences.

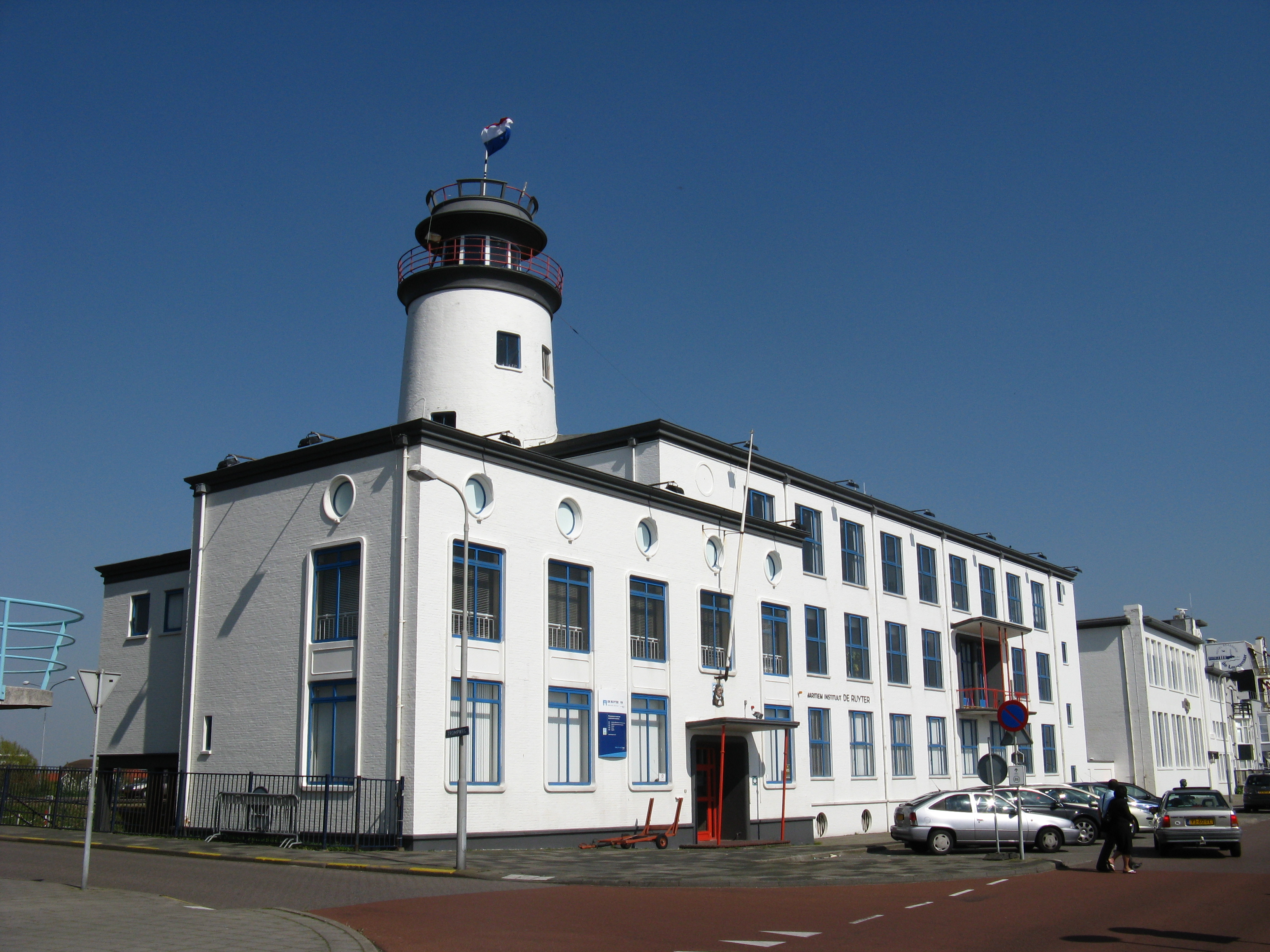
Het voormalige Maritiem Instituut De Ruyter in Vlissingen aan de Boulevard

HZ University of Applied Sciences (afkorting: HZ, voorheen Hogeschool Zeeland) is een kennisinstituut voor hoger beroepsonderwijs (HBO) in de Nederlandse provincie Zeeland en heeft vestigingen in Vlissingen en in Middelburg. De HZ staat bekend als de persoonlijke hogeschool. Zo'n 4.800 studenten volgen hier een opleiding in voltijd of deeltijd. De HZ biedt ruim 30 bacheloropleidingen en diverse masteropleidingen aan. Verder biedt de hogeschool associate degrees, post-hbo's, masterclasses of cursussen. Een groot deel van de opleidingen wordt ook in het Engels aangeboden. 
In het onderzoek van Keuzegids HBO behoort HZ University of Applied Sciences in 2022 al 13 jaar tot de top 3 van beste hogescholen van heel Nederland.

## Geschiedenis
De HZ is in 1987 ontstaan door een fusie van zes onderwijsinstellingen in Zeeland:
- Instituut voor hoger economisch en administratief onderwijs, de heao in Vlissingen
- Hogere technische school (hts) in Vlissingen
- Pedagogische academie voor het basisonderwijs (pabo) in Middelburg
- Hbo-verpleegkunde in Goes
- Hoger laboratorium onderwijs (hlo) in Goes
- Het Maritiem Instituut de Ruyter, voorheen de Hogere Zeevaartschool, in Vlissingen

De hts is, na de Tweede Wereldoorlog, voortgekomen uit de Hogere Zeevaartschool, welke opleidde tot officieren voor de scheepvaart, waaronder scheepswerktuigkundigen. Met name de Koninklijke Maatschappij de Schelde had behoefte aan werktuigbouwkundigen. De afdeling Werktuigbouwkunde was dan ook de eerste afdeling van deze hts. later kwamen daar de afdelingen Elektrotechniek (in eerste instantie vooral sterkstroomtechniek) en Weg- en Waterbouwkunde bij. Hoewel in de jaren 60 van de 20e eeuw ook de procesindustrie in Zeeland zich sterk ontwikkelde, moest men voor de hts-opleiding procestechnologie naar Breda of Dordrecht.
De hts was oorspronkelijk gevestigd in een houten noodgebouw tegenover het nieuwe stadhuis van Vlissingen. Basisvoorzieningen, zoals een kantine, ontbraken. In 1967 werd een nieuw gebouw aan de Edisonweg, nabij het haventerrein van Vlissingen, in gebruik genomen. Dit gebouw is, mede door de fusie in 1987 met de overige Zeeuwse hogescholen, later sterk uitgebreid.
Door het regeringsbeleid werd het mogelijk deze school, evenals andere hogescholen, zich internationaal als University te profileren, wat mede ten grondslag lag aan de Hbo-fraude. Deze speelde in de periode 2003-05, en ook de Hogeschool Zeeland was daarbij betrokken.
Tot de door de regering geïnitieerde hervormingen behoorde ook internationalisering en het werven van buitenlandse studenten, niet enkel uit Europa maar ook uit het verre buitenland, zoals China en Vietnam.
In 2011 heeft het management van de Hogeschool ook in het Nederlandse taalgebied de Engelstalige naam HZ University of Applied Sciences geïntroduceerd.
Tegenwoordig heeft de school omstreeks 4800 leerlingen, tegen ongeveer 1400 in de tijd van de fusie. Ook het aantal studierichtingen is aanzienlijk uitgebreid.

### Bachelors
HZ University of Applied Sciences biedt ruim 30 bachelors aan op hbo-niveau in de volgende domeinen:
- Economie
  - Bedrijfskunde
  - Commerciële Economie
  - Communicatie
  - Finance & Control (Bedrijfseconomie)
  - Human Resource Management
  - International Business
  - Sportkunde
  - Tourism Management
- Mens & gedrag
  - Leraar Basisonderwijs (Pabo)
  - Pedagogiek
  - Social Work
  - Verpleegkunde
  - Verpleegkunde/Verloskunde
- Techniek
  - Chemie
  - Engineering
  - HBO-ICT
  - Bouwkunde
  - Technische Bedrijfskunde
  - Logistics Engineering
  - Maritiem Officier
  - Watermanagement
  - Civiele Techniek
  - Global Project & Change Management

### Gastinstellingen
Op de HZ University of Applied Sciences zijn, naast de eigen opleidingen en lectoraten, nog een drietal andere onderwijsinstellingen gehuisvest. Dit zijn:
- Associate Degree Academie (Ada)
- Hoger onderwijs voor ouderen (hovo)
- Open Universiteit Nederland
- Seminarie voor Orthopedagogie (SvO) van de Hogeschool van Utrecht

## Vestigingen
De HZ University of Applied Sciences heeft de volgende vestigingen:
- Edisonweg (hoofdlocatie) in Vlissingen
- HZ Toren (het voormalige RPCZ-gebouw) in Vlissingen
- Groene Woud in Middelburg